# قائمة الأفلام المصرية سنة 2013
هذه قائمة بالأفلام المصرية لسنة 2013 مرتبة أبجديا

## 2013
| اسم الفيلم      | إخراج               | بطولة                                                                                     | ملاحظات |
| --------------- | ------------------- | ----------------------------------------------------------------------------------------- | ------- |
| 31/12           | محمد حمدي           | علا غانم - إدوارد - رامي وحيد - أشرف مصيلحي - سامي العدل - مروة عبد المنعم                |         |
| 8%              | حسام الجوهري        | أوكا - أورتيجا - شحتة كاريكا - مي كساب - أحمد سعيد عبد الغني                              |         |
| أسرار عائلية    | هاني فوزي           | محمد مهران - سلوى محمد علي - عماد الراهب - طارق سليمان - بسنت شوقي                        |         |
| البرنسيسة       | وائل عبد القادر     | علا غانم - راندا البحيري - شمس - ضياء الميرغني                                            |         |
| الحرامي والعبيط | محمد مصطفى          | خالد الصاوي - خالد صالح - روبي - سيد رجب - عايدة عبد العزيز - ضياء الميرغني - مجدي بدر    |         |
| الحفلة          | أحمد علاء الديب     | أحمد عز - محمد رجب - روبي - جومانا مراد - تامر هجرس                                       |         |
| الشتا اللي فات  | إبراهيم البطوط      | عمرو واكد - فرح يوسف - صلاح الحنفي - تامر عبد الحميد                                      |         |
| القشاش          | إسماعيل فاروق       | محمد فراج - حورية فرغلي - حسن حسني - دلال عبد العزيز                                      |         |
| الهاربتان       | أحمد النحاس         | ريم البارودي - نرمين ماهر                                                                 |         |
| بوسي كات        | علاء الشريف         | راندا البحيري - صوفيا - علاء مرسي - هالة فاخر - انتصار                                    |         |
| تتح             | سامح عبد العزيز     | محمد سعد - دوللي شاهين - مروى - سيد رجب - عمر مصطفى متولي                                 |         |
| توم وجيمي       | أكرم فريد           | هاني رمزي - حسن حسني - تتيانا - جنا عمرو                                                  |         |
| جرسونيرة        | هاني جرجس فوزي      | غادة عبد الرازق - نضال الشافعي - منذر رياحنة                                              |         |
| سمير أبو النيل  | عمرو عرفة           | أحمد مكي - نيكول سابا - محمد لطفي - إدوارد - حسين الإمام                                  |         |
| شمال يا دنيا    | أشرف نار            | مي كساب - أحمد عزمي - هيدي كرم - ضياء الميرغني - يوسف فوزي                                |         |
| عش البلبل       | حسام الجوهري        | كريم محمود عبد العزيز - سعد الصغير - مي سليم - دينا                                       |         |
| عشم             | ماجي مرجان          | محمد خان - سلوى محمد علي - محمود اللوزي - أمينة خليل                                      |         |
| على جثتي        | محمد بكير           | أحمد حلمي - غادة عادل - حسن حسني - إدوارد                                                 |         |
| فبراير الأسود   | محمد أمين           | خالد صالح - طارق عبد العزيز - ميار الغيطي - إدوارد                                        |         |
| فرش وغطا        | أحمد عبد الله السيد | آسر ياسين - عمرو عابد - يارا جبران                                                        |         |
| فيلا 69         | أيتن أمين           | خالد أبو النجا - أروى جودة - لبلبة                                                        |         |
| قلب الأسد       | كريم السبكي         | محمد رمضان - حسن حسني - حورية فرغلي - عايدة رياض - سيد رجب - عمر مصطفى متولي - ريهام أيمن |         |
| كلبي دليلي      | إسماعيل فاروق       | سامح حسين - مي كساب - أحمد زاهر - ليلى أحمد زاهر - جنا عمرو                               |         |
| متعب وشادية     | أحمد شاهين          | أشرف مصيلحي - علياء كيبالي - تتيانا - سعيد صالح - أحمد بدير - عايدة رياض - محمد شرف       |         |
| نظرية عمتي      | أكرم فريد           | حسن الرداد - حورية فرغلي - لبلبة - حسن حسني - إيناس كامل                                  |         |
| هاتولي راجل     | محمد شاكر خضير      | ميريت أسامة - يسرا اللوزي - أحمد الفيشاوي - شريف رمزي - كريم فهمي - إيمي سمير غانم        |         |
| هرج ومرج        | نادين خان           | أيتن عامر - رمزي لينر - محمد فراج                                                         |         |
| هو فيه كده      | حسني صالح           | رانيا يوسف - روان الفؤاد - أحمد عزمي                                                      |         |
| وبعد الطوفان    | حازم متولي          | حنان مطاوع - أحمد عزمي - ريهام حجاج- هبة مجدي                                             |         |